# Poljanski camino
Poljanski camino, Dvanajst razodetji s Celovškega polja je zbirka slovenske kratke proze in poezije koroško slovenskega avtorja Bojana-Ilije Schnabla. Knjiga je v slovenščini izšla je leta 2018 pri Mohorjevi založbi v Celovcu, leta 2022 pa tudi v nekoliko prilagojeni nemški inačici pod naslovom Das Klagenfurter Feld, Eine Terra incognita in elf Offenbarungen, ein Camino im herzen des Landes.
Osrednji literarni siže je območje Celovškega polja, ki je bilo v slovenski literaturi za razliko od Roža, Podjune in Zilje ter Gosposvetskega polja slabše obdelano in skoraj pozabljeno. Avtor je po rodu Koroški Slovenec iz Svinče vasi in obenem soavtor Enciklopedije slovenske kulturne zgodovine na Koroškem, ki je posebno pozornost posvetila Poljancem — prebivalcem Celovškega polja. V zbirki Poljanski camino se avtor močno opira na zgodovinske vire in sledove slovenske kulture na Celovškem polju.
Knjiga se navezuje na evropsko tradicijo književnosti o Jakobovi poti (Caminu) v Kompostelje v španski Galiciji.  Delo je bogato ilustrirano in vsebuje dvanajst poglavji, ki vsako po svoje poetično opisuje naravno, kulturno in duhovno dediščino ter romarske poti po Celovškem polju ter z njim povezanih krajev in ljudi: Štalenska gora, Šenttomaž pri Celovcu, Gospa Sveta, Dolina, Krištofova Gora, Celovec, Triglav.
Recenzentka Maja Črepinšek ugotavlja, da avtor raziskuje »znake in praznake Celovškega polja« kot »osrednje koroške kulturne pokrajine« ter kako se »razodevajo v domala neznatnih delcih resnične pokrajine in v njeni zgodovini, pogosto pa v sozvočju le-teh.«